# Selja (Hiiumaa)
Selja is een plaats in de Estlandse gemeente Hiiumaa, provincie Hiiumaa. De plaats heeft de status van dorp (Estisch: küla).
Tot in oktober 2017 behoorde Selja tot de gemeente Käina. In die maand werd Käina bij de fusiegemeente Hiiumaa gevoegd. In de nieuwe gemeente lag nog een dorp Selja. Dat werd hernoemd tot Emmaste-Selja.
Selja is de geboorteplaats van de componist Rudolf Tobias (1873-1918). Zijn geboortehuis is sinds 1973 een museum.

## Bevolking
Het dorp had 66 inwoners op 31 december 2011 en 60 inwoners op 31 december 2021.

## Ligging
Selja ligt ten westen van de vlek Käina. Bij Selja komt de Tugimaantee 81, de weg van Kärdla naar Käina, uit op de Tugimaantee 83, de weg van Suuremõisa via Käina naar Emmaste.

## Geschiedenis
Selja werd voor het eerst genoemd in 1665 onder de naam Selja Tönniß, een boerderij. In 1709 was ze onder de naam Sellia by een nederzetting geworden (by is Zweeds voor ‘dorp’). Selja lag voor het grootste deel op het landgoed van de kerk van Käina en voor een kleiner deel op het landgoed van Putkaste, dat in particuliere handen was.
Aan de weg naar Emmaste lag sinds 1798 het Weduwenhuis (Duits: Witwenhaus), een tehuis voor weduwen van dominees en familieleden van dominees. Later werd het gebouw een sanatorium. De arts en microbioloog Endel Türi (1930–2007) behandelde daar in 1959 patiënten met baden van slib uit de Oostzee. Kort na zijn vertrek werd de inrichting gesloten en later afgebroken.
Tussen Käina en Selja lag een kleine nederzetting, die in 1945 de status van dorp kreeg en Käina küla (‘dorp Käina’) werd genoemd. In 1977 werd ze bij Käina gevoegd, maar in 1997 ging ze naar Selja.

## Foto's

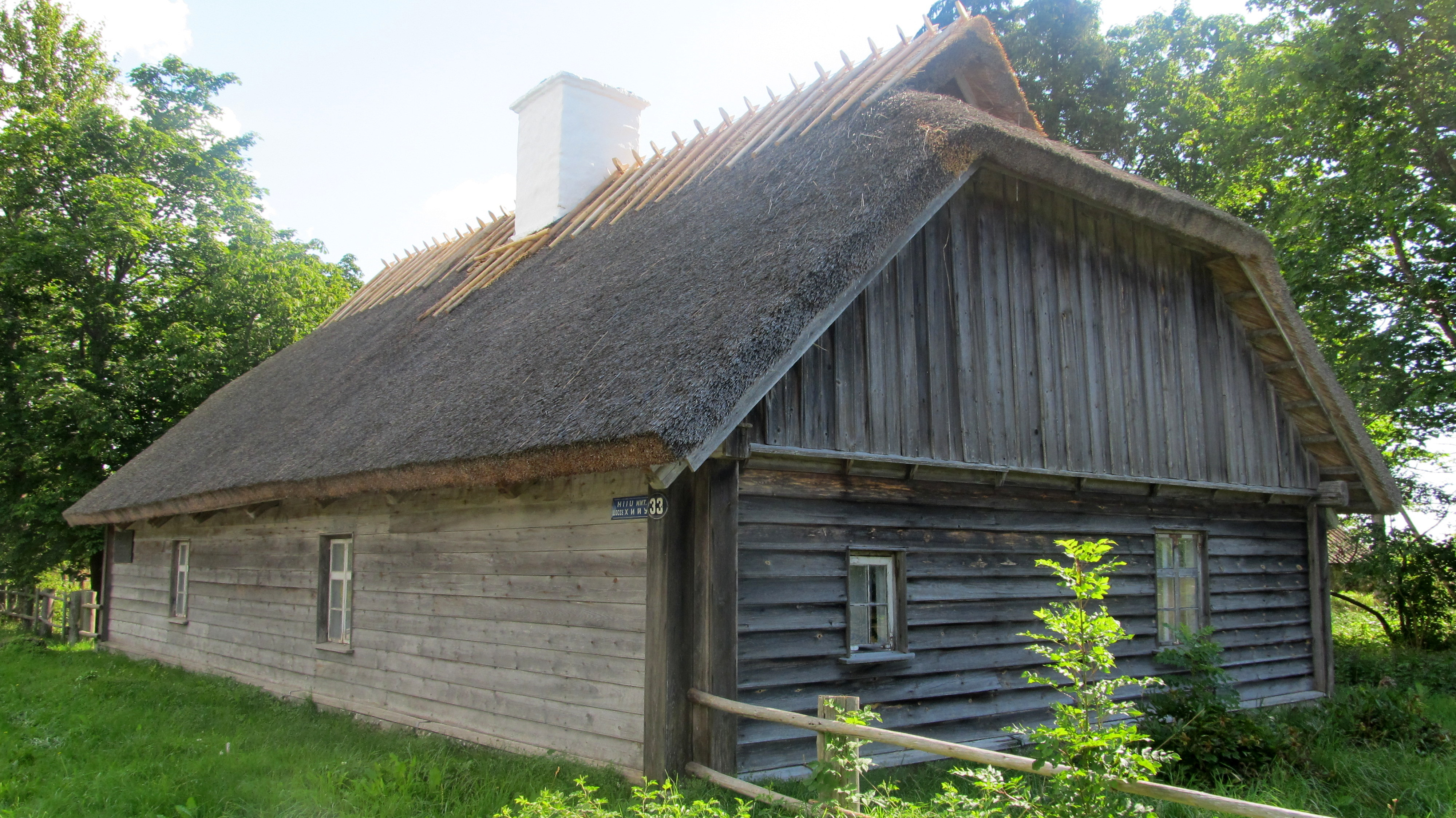
Geboortehuis van Rudolf Tobias
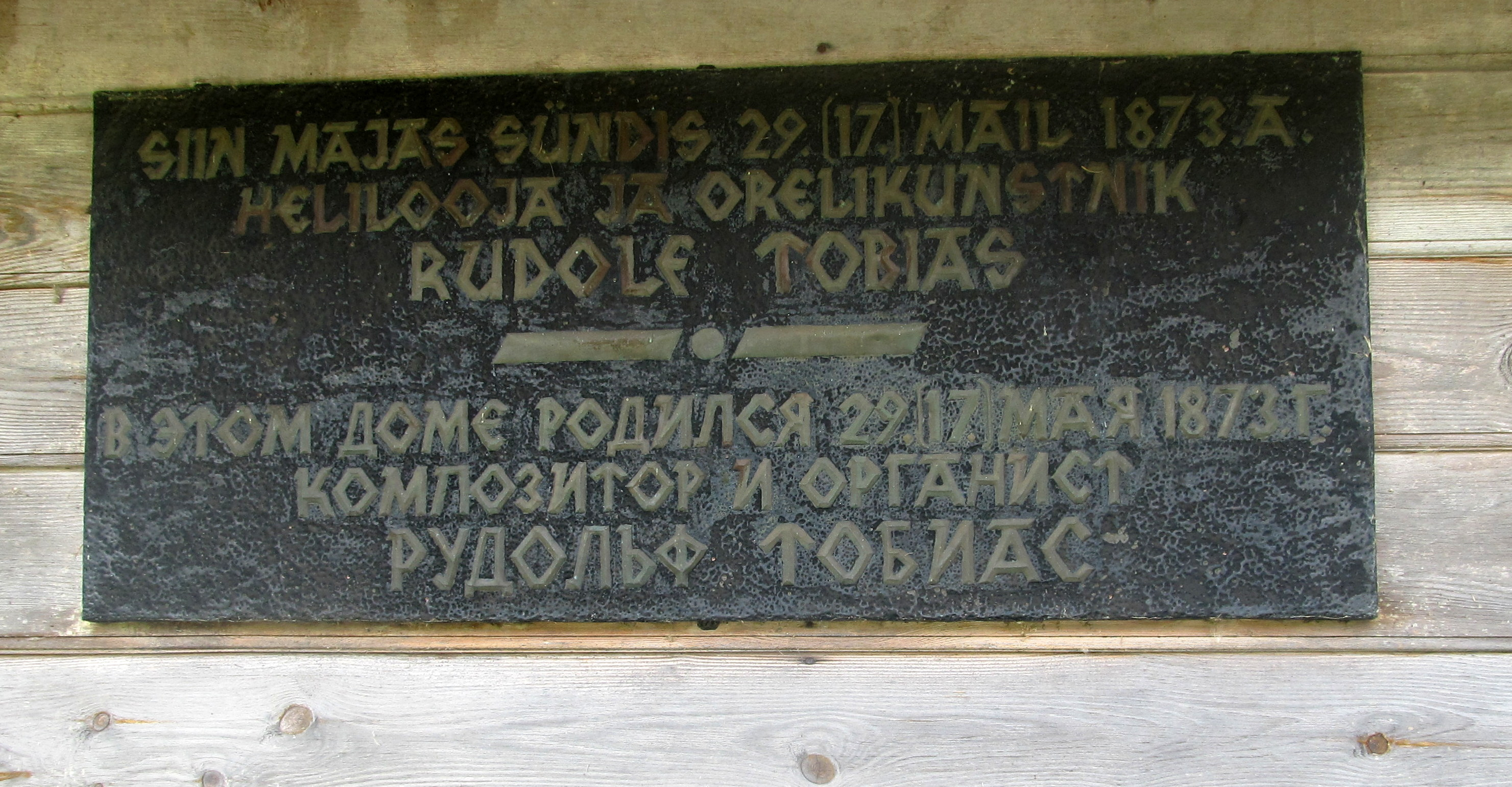
Gedenkplaat op het huis
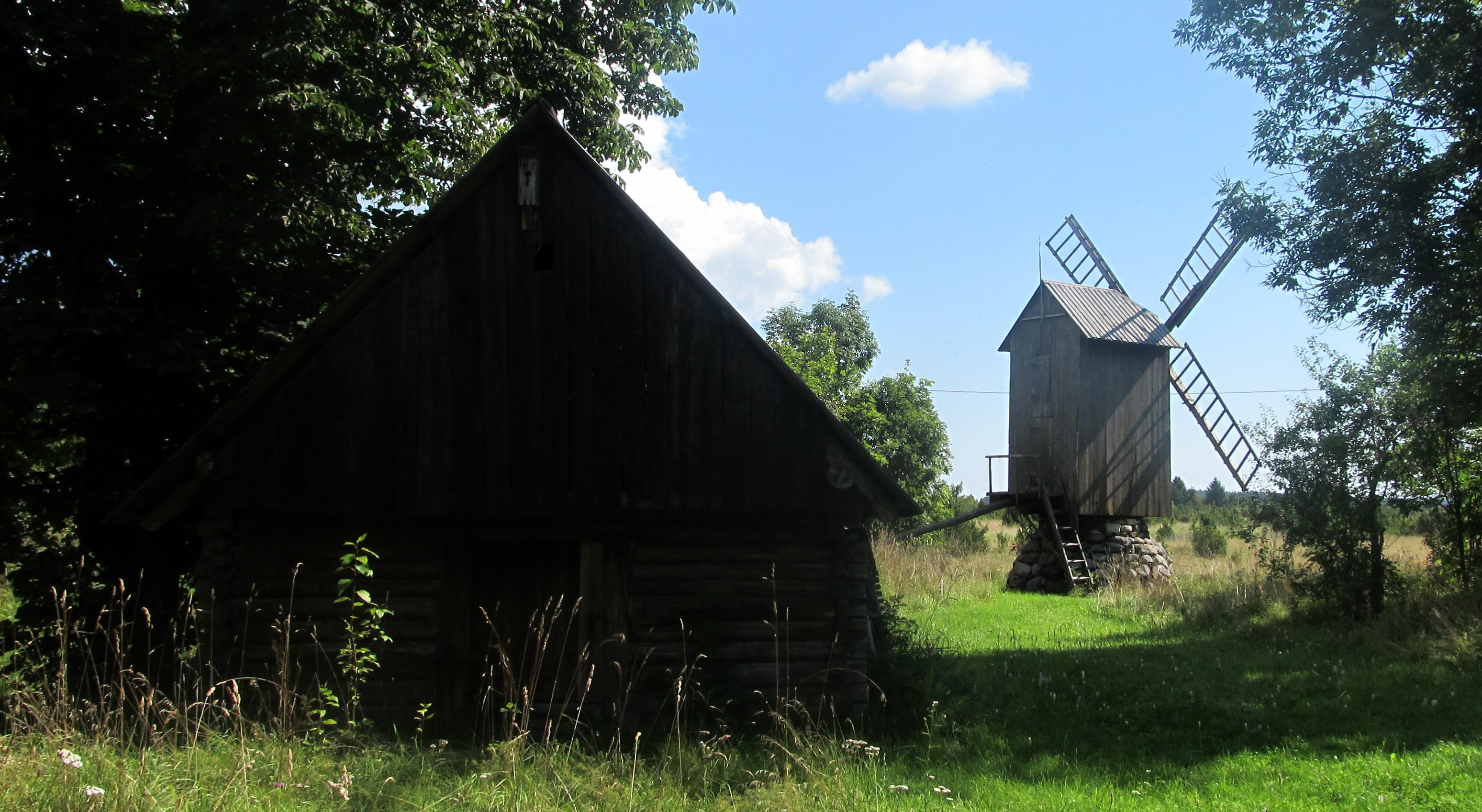
Schuur en windmolen in de omgeving van het geboortehuis